# (7693) 1982 WE
(7693) 1982 WE — астероїд головного поясу.
Тіссеранів параметр щодо Юпітера — 3,344.